# Скоропадский, Иван Михайлович
Иван Михайлович Скоропа́дский (30 января [11 февраля] 1805 — 8 [20] февраля 1887) — богатый украинский помещик и меценат, дворянин из рода Скоропадских, полтавский губернский предводитель дворянства (1851—1854), надворный советник, устроитель Тростянецкого парка. Правнук генерального подскарбия М. В. Скоропадского.

## Биография

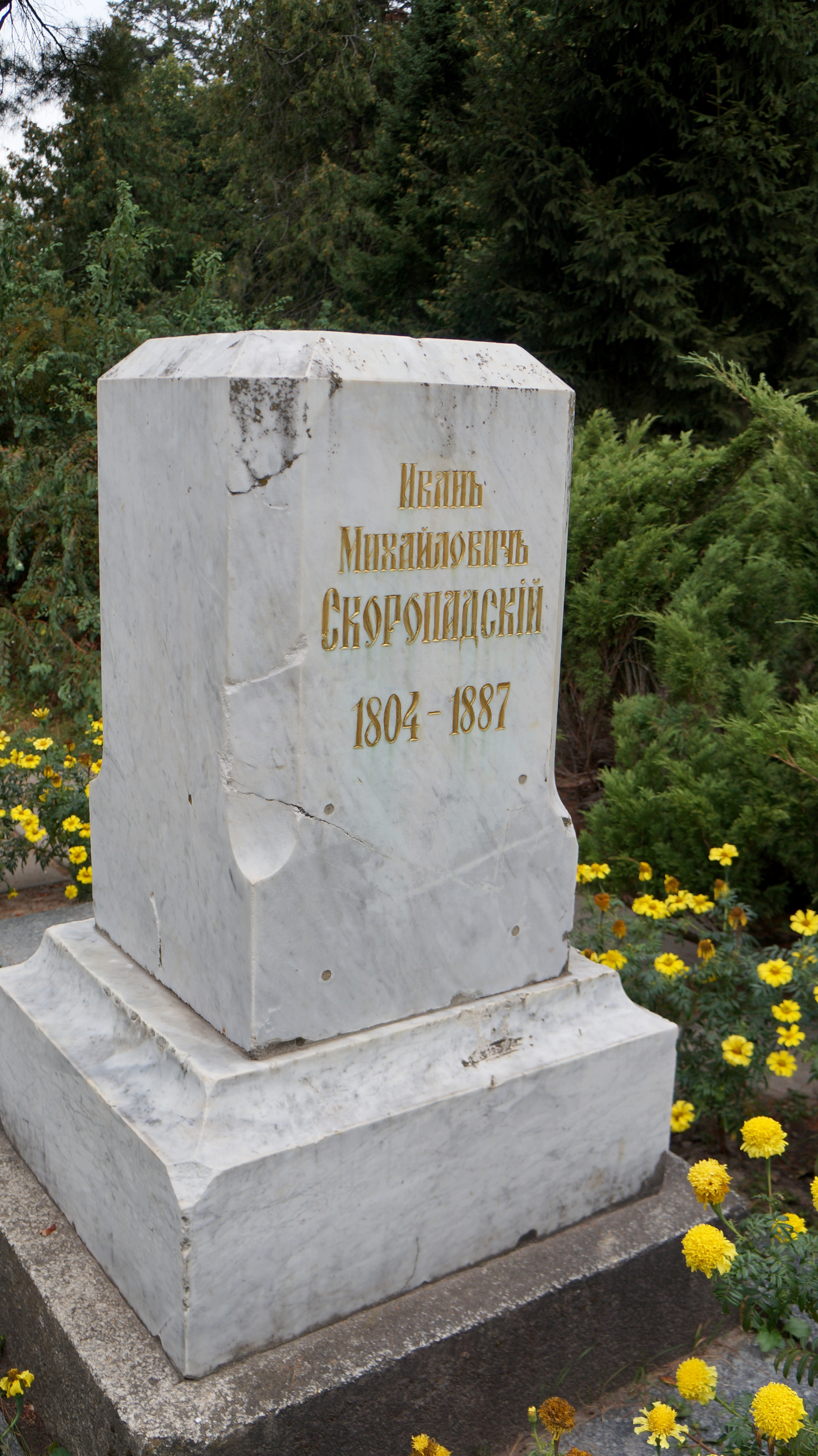
Надгробный камень Скоропадского Ивана Михайловича (Тростянец, 2015 год).

Родился в слободе Дунайской Глуховского уезда в семье секунд-майора Михаила Яковлевича Скоропадского, происходившего от брата гетмана Ивана Скоропадского. Унаследовал от отца имение Тростянец (Черниговская губерния).
14 марта 1825 года поступил на военную службу юнкером Северского конно-егерского полка. Через два года переведён в Нарвский гусарский полк. 3 декабря 1828 года оставил службу, — уволен, «за невыслугу узаконенных лет», с чином XIV класса.
С 4 декабря 1832 по 4 декабря 1838 года служил в канцелярии Конотопского уездного предводителя дворянства, произведен в чин губернского секретаря.
В 1833 году Иван Скоропадский в своём имении в Тростянце (Прилукский уезд) построил главный барский дом и начал строительство огромного парка. Устройство искусственных озер, гор, ущелий, мостов и беседок, завоз со всех концов мира экзотических растений, деревьев и кустарников продолжались до самой смерти хозяина.

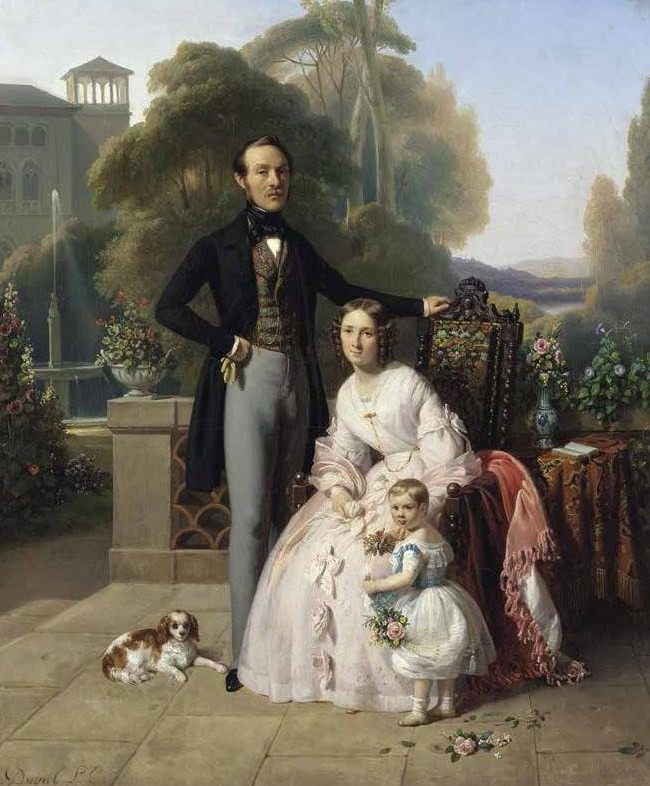
Иван Михайлович Скоропадский с женой и дочерью Натальей, 1842 год (картина художника).

Дважды (21.09.1844 и 17.09.1847) избирался прилукским уездным предводителем дворянства. В 1851 году избран полтавским губернским предводителем дворянства и занимал этот пост одно трехлетие.
С 8 апреля 1851 года имел чин надворного советника.
Принимал активное участие в проведении Крестьянской реформы 1861 года.
Жил в Васьковцах. В 1865 году, когда на Украине ввели земское управление, Ивана Михайловича Скоропадского избрали председателем Прилуцкого уездного училищного совета. Подобрав себе хорошего помощника Ивана Павловича Мачеху, он активно взялся за вверенное дело и преуспел. При Скоропадском Прилукский уезд занял первое место в Полтавской губернии по количеству школ и учащихся в них. Так, когда в соседнем Лубенском уезде насчитывалось 33 училища и 558 учеников, то в Прилуцком — 72 училища и 1237 учеников. В 1867 году Скоропадский основал пансион для подготовки народных учителей; воспитанниками этого заведения могли стать только крестьянские дети, лучшие выпускники сельских училищ. Все они находились на полном содержании Ивана Михайловича. В 1870 году состоялся первый выпуск пансиона, после чего меценат закрыл его, основав вместо него первое в Прилуках женское начальное училище, которое проработало 10 лет.
Как человек чрезвычайно деятельный, честный и бескорыстный, Иван Михайлович имел безоговорочный авторитет среди всех, кто его знал. В 1870 году ему присвоили звание почетного гражданина города. С разрешения императора в городской управе рядом с портретами лиц царского дома поместили портрет Ивана Михайловича. Кроме того, прилукчане назвали именем Скоропадского улицу, на которой была его усадьба с прекрасным парком, который назывался «Островки» (ныне — территория эфиромасличного комбината). В 1919 году её переименовали в улицу имени Бособрода, большевика-ленинца.
Скоропадский имел в Прилуках еще одну усадьбу, ныне там находится гимназия № 1. В усадьбе были большой дом, выходивший фасадом на улицу Киевскую, и двухэтажный флигель в парке. За небольшую сумму Иван Михайлович продал эту усадьбу городу под мужскую гимназию, в основании которой он приложил немало усилий и средств.
Скончался Иван Михайлович Скоропадский 8 февраля 1887 года в Тростянцe (ныне — Прилукского района Черниговской области Украины), где и погребен.

## Семья
От брака с Елизаветой (Юлией) Петровной Тарновской (1812—23.07.1864) имел сына Петра (1834—1885) и дочерей Елизавету (1832—1890; замужем за Львом Милорадовичем (1809—1879, богатейшим помещиком Полтавской губернии) и Наталью (1840—1890).